# O Regresso Dos Que Nunca Foram
O Regresso Dos Que Nunca Foram é uma série de televisão portuguesa de comédia exibida em 2018 pela RTP Madeira e produzida por Roberto Assis.
Esta série quebrou um ciclo de longos anos de ausência na RTP Madeira de séries de ficção produzidas para o próprio canal. Simultaneamente, foi a primeira série da autoria do grupo 4Litro, um grupo humorístico muito conhecido na Madeira que é composto pelo elenco principal desta série, a ser feita e transmitida para a televisão. Antes desta, os mesmos já fizeram outras séries, tais como Breaking Cana (uma série paródia de Breaking Bad) e Cabouco FC, mas apenas foram transmitidas no YouTube.

## Sinopse
A série conta a história de quatro amigos que vivem no Cabouco (freguesia fictícia localizada na ilha da Madeira recorrente nos sketches dos 4Litro), que de forma a quererem ser empreendedores, decidem emigrar para Londres, uma cidade que consideram ser uma terra de oportunidades. Mas como nem dinheiro têm para comprar as viagens, decidem assaltar um banco, mas nem tudo corre como previsto.

## Elenco
| Ator               | Personagem      |
| ------------------ | --------------- |
| Alexandre Ferreira | Canhota         |
| Bernardo Freitas   | Juan Montanelas |
| Duarte Nunez       | Crispim         |
| Luís Paulo Sousa   | José Manuel     |

## Episódios
| # | Título           | Estreia                |
| - | ---------------- | ---------------------- |
| 1 | "Episódio n.º 1" | 18 de julho de 2018    |
| 2 | "Episódio n.º 2" | 25 de julho de 2018    |
| 3 | "Episódio n.º 3" | 8 de agosto de 2018    |
| 4 | "Episódio n.º 4" | 22 de agosto de 2018   |
| 5 | "Episódio n.º 5" | 29 de agosto de 2018   |
| 6 | "Episódio n.º 6" | 5 de setembro de 2018  |
| 7 | "Episódio n.º 7" | 12 de setembro de 2018 |
| 8 | "Episódio n.º 8" | 19 de setembro de 2018 |